# Tuberdinychus subterranus
Tuberdinychus subterranus es una especie de arácnido del orden Mesostigmata de la familia Uropodidae.

## Distribución geográfica
Se encuentra en España, Alemania y Suiza.